# Wasserwerk Coesfeld
Das Wasserwerk Coesfeld ist die zentrale Versorgungsstelle zur Aufbereitung und Bereitstellung von Trinkwasser in der Region Coesfeld. Es gehört zu den Stadtwerken Coesfeld GmbH und versorgt insgesamt fast 80.000 Menschen mit Wasser. Das Versorgungsgebiet umfasst die Stadt Coesfeld, die Gemeinden Legden und Rosendahl sowie den Ortsteil Rorup der Stadt Dülmen. Seit 1992 erhält auch die Gemeinde Nottuln eine Zulieferung. Außerdem besteht zur gegenseitigen Absicherung seit 1994 mit der Gelsenwasser AG ein Notverbund zu der Stadt Billerbeck. Gemeinsam bereiten die Wasserwerke Coesfeld und Lette rund 3,2 Millionen Kubikmeter Wasser im Jahr auf. Verteilt wird es über ein rund 210 Kilometer langes Rohrnetz – in Spitzenzeiten bis zu 14.000 Kubikmeter pro Tag. Im Durchschnitt werden im Wassergewinnungsgebiet Coesfeld pro Jahr 1,6 Millionen Kubikmeter Trinkwasser aufbereitet.

## Geschichte
1907 ging das städtische Wasserwerk am Coesfelder Berg in Betrieb. 1939 vereinigte die Stadt das Gas-, Wasser- und Elektrizitätswerk zu einem Eigenbetrieb. Dies war die Geburtsstunde der „Stadtwerke Coesfeld i. W.“. 1945 zerstörten Bomben der Alliierten das Verwaltungsgebäude, das Gaswerk, zwei Trafostationen und einen Großteil der Hausanschlüsse für Strom und Wasser. 1950 flossen Strom und Wasser wieder störungsfrei.

## 2009 – die neue Anlage
Die Aufbereitungstechnik des alten Wasserwerkes war nach mehr als 50 Jahren Dauereinsatz nicht mehr auf dem neuesten Stand. Ab Herbst 2007 errichteten Ingenieure, Tiefbauer und Handwerker eine komplett neue Anlage. Die Stadtwerke Coesfeld haben 6,1 Millionen Euro in das neue Wasserwerkes investiert. Das moderne Wasserwerk Coesfeld ging am 29. April 2009 ans Netz. Es ist deutlich leistungsfähiger als sein Vorgänger: Es bereitet bei Vollauslastung stündlich bis zu 550 Kubikmeter Rohwasser zu kristallklarem Trinkwasser auf. Die neue Anlage schafft 250 Kubikmeter mehr als die alte Anlage.

### Wassergewinnung
Mit der neuen Anlage haben die Stadtwerke Coesfeld die Wassergewinnung am Fuße des Coesfelder Berges saniert und erweitert. Neu sind die Brunnenstuben von vier der fünf Förderbrunnen sowie die Rohrleitungen und Kabel zum Wasserwerk. Bei der Sanierung haben die Ingenieure die Weichen für einen sechsten Brunnen gestellt. Sie prüften die geologischen und hydrogeologischen Bedingungen, indem sie Erkundungsbohrungen bis zu einer Tiefe von 160 Metern hierfür vornahmen.

### Wasseraufbereitungsanlage
Nach anderthalb Jahren Bauzeit war die neue Wasseraufbereitungsanlage fertig: 44 Meter lang, 17 Meter breit und bis zu 12 Meter hoch. Ihre Tonnendächer und die Fassade aus Aluminium stechen deutlich hervor. Das Gebäude besteht aus mehr als 250 Tonnen Stahl und 2200 Kubikmeter Beton.
Die neue Aufbereitungsanlage enthärtet das Wasser. Das Rohwasser kommt aus einer Tiefe bis zu 100 Metern. Es ist durch seinen hohen Calciumanteil sehr hart. Dieser Calciumanteil würde die Haushaltsgeräte und Leitungen auf Dauer sehr stark belasten. Zwei fast zwölf Meter hohe Reaktoren helfen bei der Enthärtung, der so genannten Schnellentkarbonisierung. Zum Rohwasser kommen Quarzsand und Kalkmilch hinzu. Die Kalkmilch lässt das Calcium als Kalkstein ausfallen. Der Kalkstein lagert sich auf dem Quarzsand ab. Der wiederum bleibt im Reaktor. Trübstoffe im Wasser (mit einem Härtegrad von rund 10 Grad deutscher Härte) bleiben in vier Filterbehältern hängen. Der pH-Wert des Wassers wird durch Zugabe von Kohlendioxid gesenkt. Je zwei 350 Kubikmeter fassende Reinwasserspeicher speichern das aufbereitete Wasser. Später gelangt das Wasser über Pumpen in einen Hochbehälter auf dem Coesfelder Berg. Die Stadtwerke Coesfeld beliefern von dort aus alle Haushalte mit Wasser. Das Wasser hat einen gleichmäßigen Druck von fünf bis sechs Bar.